# Llengües iberoromàniques

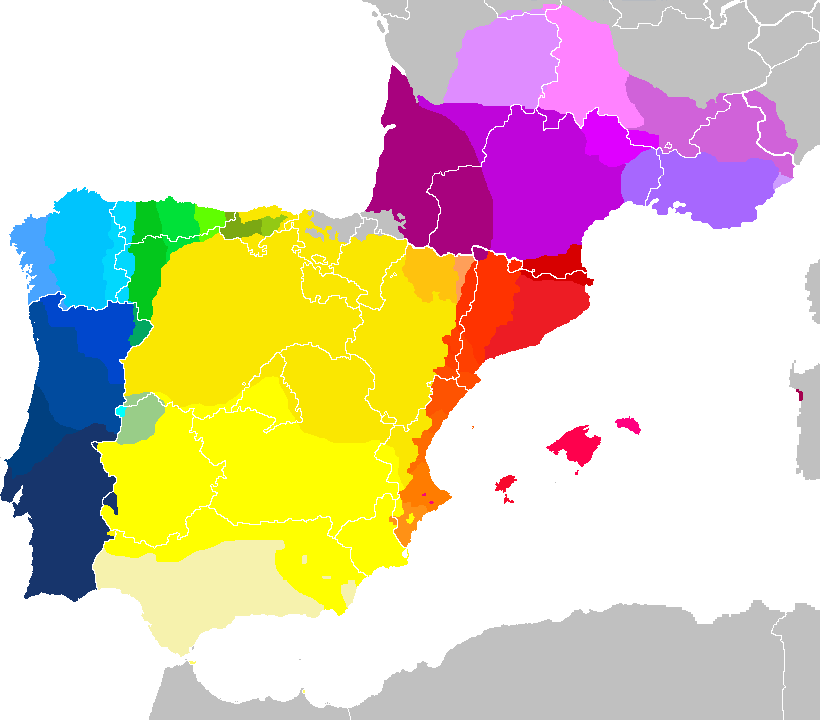

Les llengües iberoromàniques són un subgrup de llengües romàniques que possiblement formen un subgrup filogenètic dins de la família romanç. Les llengües iberoromàniques es desenvoluparen en territoris que els romans ocuparien cap a l'any 415, és a dir, la península Ibèrica i el nord del Magrib i les seves posteriors conquestes (la Suèvia).
Les llengües considerades universalment dins del grup iberoromànic són el galaicoportuguès (i els seus moderns descendents), l'asturlleonès, l'aragonès i el castellà. Alguns autors també inclouen les llengües occitanoromàniques (el català i l'occità). Totes aquestes llengües formen un continu geolectal amb alta intel·ligibilitat entre llengües adjacents.

## Classificació general
Les llengües iberoromàniques són una agrupació convencional de les llengües romàniques, molts autors usen el terme en un sentit geogràfic, no necessàriament filogenètic. Filogenèticament, hi ha discrepàncies sobre quines llengües han de considerar-se dins del grup iberoromànic, ja que, per exemple, alguns autors consideren que les llengües occitanoromàniques podrien estar més estretament relacionades amb les llengües gal·loromàniques que amb les iberoromàniques. I la posició de l'aragonès dins de les llengües romàniques de la península Ibèrica també ocasiona discrepàncies.
Una agrupació geogràfica convencional freqüent n'és la següent:
- Llengües iberoromàniques orientals (aragonès i mossàrab)
- Llengües iberoromàniques occidentals (iberoromanç principal)

### Iberoromàniques occidental (nuclear)
Les llengües considerades iberoromàniques occidentals (Grup Iberooccidental) són:
- Asturlleonès:
  - Asturià
  - Lleonès
  - Mirandès
  - Parles de transició entre l'asturlleonès i el castellà: 
    - Extremeny
    - Càntabre o muntanyès
- Castellà
  - Dialectes del castellà
  - Judeocastellà[3][4]
- Subgrup galaicoportuguès
  - Galaicoportuguès (†)
  - Gallec
  - Fala de Xàlima
  - Portuguès
    - Dialectes del portuguès
    - Judeoportuguès (†)

### Pirenenc-mossàrab
La classificació d'Etnologue inclou un grup de llengües iberoorientals de la península Ibèrica, format pel navarroaragonés i pel mossàrab: el grup pirinenc-mossàrab molts especialistes no el consideren un grup vàlid, ni troben massa arguments per postular una especial relació entre l'aragonès i el mossàrab.
- Navarrès-aragonès (†):
  - Riojà precastellà (†)
  - Romanç navarrès (†)
  - Aragonès
    - Aragonès occidental: aragonés d'Aragüés, ansotà, cheso, aisino
    - Aragonès central: belsetano, aragonés de la vall de Vió, panticut
    - Aragonès oriental
    - Aragonès meridional
    - Judeoaragonès (†)
- Mossàrab (†)